# Aleksandr Gouskov
Pour les articles homonymes, voir Gouskov.
Aleksandr Aleksandrovitch Gouskov - en russe : Александр Александрович Гуськов (Aleksandr Aleksandrovič Gus’kov) et en anglais : Aleksandr Guskov (né le 26 novembre 1976 à Gorki en URSS) est un joueur professionnel russe de hockey sur glace. Il évolue au poste de défenseur. Son fils Matveï est également professionnel.

## Biographie

### Carrière de joueur
En 1998, il a commencé sa carrière en senior avec le Traktor Tcheliabinsk dans la Superliga. Il a remporté le championnat national 2002 et 2003 avec le Lokomotiv Iaroslavl. Il est repêché en 7e ronde, 200e au total par les Red Wings de Détroit au repêchage d'entrée 2003 de la Ligue nationale de hockey. Il a décroché la Coupe d'Europe des clubs champions 2005 avec l'Avangard Omsk. En 2009, sous les couleurs du Lokomotiv Iaroslavl il s'incline en finale de la Coupe Gagarine face aux Ak Bars Kazan dont il avait porté les couleurs en 2004-2005.

### Carrière internationale
Il représente la Russie au niveau international.

## Trophées et honneurs personnels
- Superliga
  - 2002-2003 : nommé meilleur défenseur.
  - 2002-2003 : nommé dans l'équipe type.
  - 2002 : participe au Match des étoiles avec l'équipe Ouest.
- KHL
  - 2010 : nommé défenseur du mois de mars.
  - 2010 : nommé défenseur du mois de décembre.
  - 2011 : participe avec l'équipe Ouest au troisième Match des étoiles (titulaire).

## Statistiques

### En club
| Saison    | Équipe                 | Ligue     |    | Saison régulière | Saison régulière | Saison régulière | Saison régulière | Saison régulière |    | Séries éliminatoires | Séries éliminatoires | Séries éliminatoires | Séries éliminatoires | Séries éliminatoires |
| Saison    | Équipe                 | Ligue     | PJ | B                | A                | Pts              | Pun              | PJ               | B  | A                    | Pts                  | Pun                  |                      |                      |
| 1998-1999 | Traktor Tcheliabinsk   | Superliga | 11 | 2                | 0                | 2                | 4                | --               | -- | --                   | --                   | --                   |                      |                      |
| 1998-1999 | Lada Togliatti         | Superliga | 30 | 1                | 3                | 4                | 10               | 5                | 0  | 0                    | 0                    | 4                    |                      |                      |
| 1999-2000 | Neftekhimik Nijnekamsk | Superliga | 36 | 4                | 17               | 21               | 40               |                  |    |                      |                      |                      |                      |                      |
| 2000-2001 | Neftekhimik Nijnekamsk | Superliga | 43 | 4                | 9                | 13               | 24               |                  |    |                      |                      |                      |                      |                      |
| 2001-2002 | Lokomotiv Iaroslavl    | Superliga | 49 | 8                | 9                | 17               | 28               |                  |    |                      |                      |                      |                      |                      |
| 2002-2003 | Lokomotiv Iaroslavl    | Superliga | 48 | 10               | 17               | 27               | 32               | 10               | 1  | 1                    | 2                    | 6                    |                      |                      |
| 2003-2004 | Lokomotiv Iaroslavl    | Superliga | 51 | 9                | 11               | 20               | 18               | 3                | 0  | 0                    | 0                    | 0                    |                      |                      |
| 2004-2005 | Ak Bars Kazan          | Superliga | 18 | 3                | 2                | 5                | 52               | --               | -- | --                   | --                   | --                   |                      |                      |
| 2004-2005 | Avangard Omsk          | Superliga | 35 | 4                | 9                | 13               | 47               | 9                | 1  | 1                    | 2                    | 4                    |                      |                      |
| 2005-2006 | Avangard Omsk          | Superliga | 44 | 4                | 3                | 7                | 50               | 12               | 0  | 1                    | 1                    | 6                    |                      |                      |
| 2006-2007 | Lada Togliatti         | Superliga | 54 | 17               | 16               | 33               | 50               | 3                | 1  | 2                    | 3                    | 2                    |                      |                      |
| 2007-2008 | Lokomotiv Iaroslavl    | Superliga | 38 | 7                | 8                | 15               | 38               | 13               | 0  | 2                    | 2                    | 10                   |                      |                      |
| 2008-2009 | Lokomotiv Iaroslavl    | KHL       | 56 | 15               | 15               | 30               | 84               | 17               | 1  | 3                    | 4                    | 14                   |                      |                      |
| 2009-2010 | Lokomotiv Iaroslavl    | KHL       | 56 | 9                | 16               | 25               | 46               | 17               | 6  | 2                    | 8                    | 10                   |                      |                      |
| 2010-2011 | Lokomotiv Iaroslavl    | KHL       | 54 | 19               | 19               | 38               | 58               | 17               | 0  | 4                    | 4                    | 30                   |                      |                      |
| 2011-2012 | HK CSKA Moscou         | KHL       | 51 | 9                | 20               | 29               | 48               | 5                | 0  | 1                    | 1                    | 2                    |                      |                      |
| 2012-2013 | HK CSKA Moscou         | KHL       | 14 | 1                | 4                | 5                | 8                | -                | -  | -                    | -                    | -                    |                      |                      |
| 2012-2013 | Lokomotiv Iaroslavl    | KHL       | 33 | 4                | 9                | 13               | 18               | 6                | 2  | 2                    | 4                    | 4                    |                      |                      |
| 2013-2014 | Traktor Tcheliabinsk   | KHL       | 15 | 1                | 3                | 4                | 16               | -                | -  | -                    | -                    | -                    |                      |                      |
| 2013-2014 | Tchelmet Tcheliabinsk  | VHL       | 2  | 0                | 1                | 1                | 0                | -                | -  | -                    | -                    | -                    |                      |                      |
| 2013-2014 | Severstal Tcherepovets | KHL       | 12 | 0                | 3                | 3                | 22               | -                | -  | -                    | -                    | -                    |                      |                      |
| 2014-2015 | Neftekhimik Nijnekamsk | KHL       | 3  | 0                | 0                | 0                | 2                | -                | -  | -                    | -                    | -                    |                      |                      |

### En équipe nationale
| Année | Édition              | PJ | B | A | Pts | Pun | Résultat                                    |
| ----- | -------------------- | -- | - | - | --- | --- | ------------------------------------------- |
| 2002  | Championnat du monde | 9  | 0 | 1 | 1   | 6   | Médaille d'argent                           |
| 2003  | Championnat du monde | 6  | 0 | 0 | 0   | 4   | Éliminée en quart de finale                 |
| 2004  | Championnat du monde | 6  | 1 | 3 | 4   | 6   | Non qualifiée pour les séries éliminatoires |